# كرياليسون

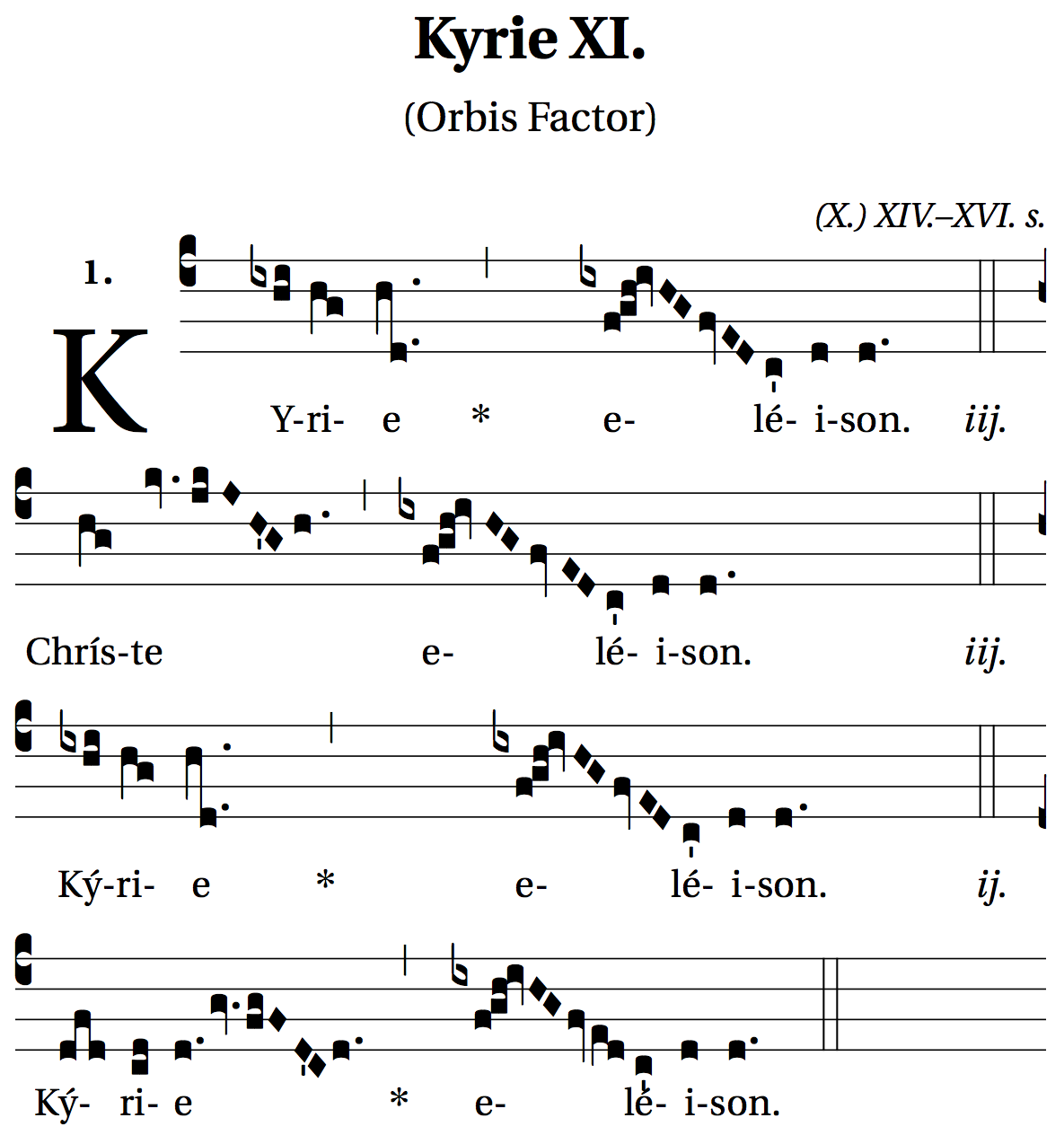

كرياليسون أو قورياليسون هو مصطلح مسيحي معرب عن الجملة اليونانية Κύριε ἐλέησον، بمعنى «يا رب، إرحم».

## في المسيحية الشرقية
أي شخص يحضر قداس كنسي في الكنائس الشرقية (إن كانت أرثوذكسية شرقية، أو كاثوليكية شرقية)، سيجد أن مصطلح «كرياليسون» أو ما يشابهه مستخدم ويتم إعادته بكثرة.
كما يتم استخدام هذه العبارة في الكنيسة القبطية بكثرة أيضاً منذ القرون الأولى للمسيحية، إن كانت في الليتورجيا القبطية أو اليونانية. اللغة اليونانية والقبطية يتشاركون بالكثير من الحروف، الكلمات، والعبارات، خصوصاً في كتب الدين.

## في المسيحية الغربية
صلاة «كرياليسون» تعتمد في قداديس الكنيسة الرومانية الكاثوليكية وفي بعض الطوائف الأخرى، حيث يقوم الكاهن بذكرها ويتبعه جمع الحاضرين بترديدها.
Κύριε ἐλέησον, Χριστὲ ἐλέησον, Κύριε ἐλέησον.
كرياليسون، كريستاليسون، كرياليسون.
«يا رب ارحم، يا مسيح ارحم، يا رب ارحم»